# HD 189942
HD 189942，又名BD+36 3820，SAO 69267、HR 7655，是一颗恒星，视星等为6.2，位于銀經73.26，銀緯3.56，其B1900.0坐标为赤經19h 57m 34.8s，赤緯+36° 3.56′ 13″。